# 은파군
은파군(銀波郡)은 조선민주주의인민공화국 황해북도의 서부에 위치한 군이다.

## 지리
북쪽으로 사리원시·봉산군, 동쪽으로 인산군, 남쪽으로 황해남도 신원군, 서쪽으로 재령강을 사이에 두고 황해남도 재령군과 접한다.

## 역사
해방 전에는 봉산군의 일부였다. 1952년 12월에 봉산군의 서종면, 초와면, 덕재면, 쌍산면, 기천면과 령천면의 2개리, 문정면의 1개 리, 재령군 삼강면의 4개 리, 은룡면의 4개 리를 합병해 은파군(은파읍, 20개 리)을 신설했다. 1989년 2월 묘송리를 봉산군에 편입시켰다.

## 행정 구역
1읍 1구 15리로 구성된다.
- 은파읍 (銀波邑)
- 광명로동자구 (光明勞動者區)
- 초구리 (楚邱里)
- 대청리 (大靑里)
- 례로리 (禮老里)
- 류정리 (柳亭里)
- 양동리 (養洞里)
- 옥현리 (玉峴里)
- 구련리 (龜蓮里)
- 기산리 (岐山里)
- 묵천리 (墨川里)
- 갈현리 (葛峴里)
- 신촌리 (新村里)
- 전산리 (錢山里)
- 적성리 (赤城里)
- 금대리 (金大里)
- 강안리 (江安里)